# Agostino Depretis
Agostino Depretis (Mezzana-Corte-Bottaroni, 31 januari 1813 - Stradella, 29 juli 1887), was een Italiaans politicus.

## Levensloop
Agostino Depretis was sinds zijn jeugd een volgeling van Giuseppe Mazzini en lid van diens La Giovine Italia. Hij studeerde rechten en was als advocaat werkzaam. Hij was betrokken bij tal van samenzweringen tegen de Oostenrijkers en werd bijna gevangengenomen door hen in een poging wapens te smokkelen naar Milaan.
In 1848 werd hij als volksvertegenwoordiger in het Italiaanse parlement in Turijn gekozen. Hij nam zitting namens Links (Centro Sinistra). Hij richtte ook Il Diritto op, een politieke krant. In 1859 werd Depretis benoemd tot gouverneur van Brescia en in 1860 ging hij naar Sicilië waar hij trachtte het beleid van premier Cavour trachtte te verzoenen met dat van Giuseppe Garibaldi die de aanhechting van Sicilië wilde uitstellen tot na de verovering van Rome. Cavour streefde echter directe annexatie na. Op Sicilië werd Depretis tot prodictator benoemd, doch hij slaagde niet in zijn poging het beleid van Cavour en Garibaldi te verzoenen.
Op Sicilië werd Depretis, voorheen republikein, een monarchist.
In 1862 werd Depretis minister zonder portefeuille in het kabinet van Urbano Rattazzi en hielp Garibaldi met het opzetten van een militaire expeditie tegen Rome (Pauselijke Staat). De expeditie leidde tot een grote nederlaag bij Aspromonte. Vier jaar later, in 1867, bij het uitbreken van de oorlog tegen Oostenrijk, werd Depretis als minister van Marine in het kabinet van Ricasoli opgenomen. Als minister handhaafde hij admiraal Carlo di Persano als bevelhebber van de vloot (Regina Marina). De admiraal leed een verpletterende nederlaag bij Lissa. Depretis werd medeverantwoordelijk geacht voor de nederlaag. Nadien behoorde Depretis tot de oppositie.
Na de dood van Razzatti in 1873 werd Depretis leider van Links. Op 25 maart 1876 vormde hij het eerste Linkse kabinet in het koninkrijk Italië. In maart 1878 werd zijn kabinet ten val gebracht door Bettino Cairoli, de leider van Extreem Links (Sinistra). Reeds in december 1878 werd Depretis opnieuw premier, maar werd op 3 juli 1879 opnieuw ten val gebracht door Cairoli.
In november 1879 werd Depretis minister van Binnenlandse Zaken in het kabinet-Cairoli en in mei 1881 volgde hij Cairoli op als minister-president. Hij bleef nu premier tot zijn dood op 29 juli 1887. In 1883 schoof hij de radicale leden uit zijn regering, Giuseppe Zanardelli en Alfredo Baccarini, terzijde om zo Rechts (Centro Destra) te behagen en gaf portefeuilles aan de conservatieven Cesare Ricotti-Magnani, Conte di Robilant en anderen en stelde hierdoor het stelsel van transformisme in werking.
Depretis breidde het kiesrecht uit, maakte een einde aan de belasting op koren, voltooide het spoorwegnet, startte grote publieke werken (wat er uiteindelijk voor zorgde dat de bodem van de schatkist aan het einde van zijn leven in zicht was) en gaf opdracht tot de bezetting van Massawa (Eritrea, 1885) en breidde zo de Italiaanse koloniën uit. Hij is echter vooral de geschiedenis ingegaan als de man die samen met zijn minister van Buitenlandse Zaken Pasquale Stanislao Mancini de Triple Alliantie sloot met Duitsland en Oostenrijk-Hongarije (1882).